# Анакапри
Анакапри (итал. Anacapri) — город в Италии на острове Капри, расположен в регионе Кампания, подчинён административному центру Неаполь.
Население составляет 6 240 человек (на 31.12.2004 г.), плотность населения составляет 914,6 чел./км². Занимает площадь 6,39 км². Почтовый индекс — 80071. Телефонный код — 00081.
Покровителем города считается Антоний Падуанский. Праздник города ежегодно празднуется 13 июня.